# Forêt de Bois Blanc (Charente)
Pour les articles homonymes, voir Bois Blanc.
La forêt de Bois Blanc est une forêt domaniale de la Charente, en France, située à l'est d'Angoulême.

## Géographie
Cette forêt domaniale est située à l'est d'Angoulême et au sud de la route de Montbron (D.699). Elle couvre 703 ha, répartis entre les communes de Touvre, Mornac, Garat et Bouëx.
La forêt occupe un plateau calcaire compris entre la vallée du Bandiat à l’est et celle de l’Échelle et des sources de la Touvre immédiatement à l’ouest à son pied.
Son altitude culmine à 164 m, au centre, et le pied de la forêt est à 70 m, à l'ouest.
Le massif est traversé en son centre par une vallée sèche nord-est/sud-ouest qu'emprunte la voie ferrée Angoulême-Limoges.
La forêt est séparée au nord de la forêt de la Braconne par une autre vallée sèche, plus large, au fond de laquelle passe la route d'Angoulême à Montbron (D.699) et se situe le bourg de Mornac.
Elle est classée en zone Natura 2000, comprise la zone totale de 4 588 ha avec la forêt de la Braconne,.
Elle marque aussi la limite entre langue d'oïl à l'ouest (Touvre, Mornac et Garat), et occitan à l'est (le Quéroy et Bouëx).

## Géologie
Comme sa voisine de la Braconne, la forêt est située sur un plateau karstique de calcaire jurassique appelé karst de La Rochefoucauld, sol fissuré en dessous duquel passent les eaux du Bandiat et de la Tardoire, donnant naissance aux sources de la Touvre, deuxième résurgence de France après la fontaine de Vaucluse.
On peut citer les grottes du Quéroy situées sur la lisière Est de la forêt, où l'on peut aussi voir en surface un lapiaz.
Contrairement à la forêt de la Braconne, la forêt de Bois Blanc n'a pas de fosses.

Cependant, on peut citer le trou de Mazart de Trotte Renard exploité en 1931 par M Mazart; accidenté lors de cette exploration, il mourut des suites de ses blessures en 1934.
Il y a aussi d’autres petits gouffres d’une profondeur maximum de 3 m sans intérêt.
On peut aussi citer quelques dolines :
- Lac Coquet
- Lac Perrot
- Lac de la Latte

Ces points d’eau abusivement appelés lacs, ne sont en réalité que des effondrements naturels de poches d’argiles, retenant les eaux de pluie (diamètre maximum 5 m).

## Histoire
Cette forêt n’est connue sous ce nom que depuis le milieu du XVe siècle, où elle s’appelait du nom gaulois Romegos ou Romegoux, où Ro, Rou, indique la proximité de l’eau.
Elle faisait partie avant le XIIe siècle de la grande forêt de Gros Bosc (d'où le nom de l'abbaye qui porte encore ce nom) qui a été fractionnée par les défrichements entre la forêt de la Braconne, la forêt de Dirac et la forêt d'Horte.
Dans un procès-verbal d’avis pour le rétablissement des forêts de Braconne et Bois Blanc établi en 1674 par Froidour, le sous-titre fait mention de forêt de Romegoux ou Bois Blanc et spécifie qu’elle est plantée de mêmes essences que celle de la Braconne.
Dans le livre des fiefs de Guillaume de Blaye, évêque d’Angoulême de 1273 à 1307, nous trouvons les noms de Ramegos, Romegotz et Romegoz.
D’origine domaniale elle fit partie des domaines de l’État à la Révolution .

### Voies romaines
La forêt est traversée par deux chemins antiques :
- le chemin des Anglais, voie romaine d'Angoulême à Limoges, passant par Touvre, Pranzac et Vilhonneur; c'est la route forestière ouest-est qui va de Touvre au Quéroy, et qui était la route officielle d'Angoulême à Montbron avant le XXe siècle et la construction de la route actuelle par Mornac[9].
- le Chemin ferré, dit aussi la Chaussade, voie romaine Périgueux-Poitiers, qui passe légèrement à l'est : D.113 du Puy-de-Nanteuil, limite des communes de Chazelles et Garat, puis chemin allant vers la Bourlie et Bouëx.

Ces deux voies se croisent en lisière de forêt, au Gros Chêne près du Quéroy.
On a aussi trouvé à proximité une ruine gallo-romaine où il n'y a, hélas, que des débris de tuiles.

## Végétation
Un peuplement d’origine subsiste sur les sols argilo-calcaire profonds et constitue l’association végétale type de la chênaie atlantique, avec 70 % de chênes rouvres (chênes sessiles), pédonculés et chênes divers (chênes pubescents et yeuses), 30 % de divers (charmes, érables -érable champêtre et érable de Montpellier-, tilleuls, fruitiers).
Un peuplement résineux (pin noir d'Autriche et pin sylvestre) résulte de la transformation progressive en futaie résineuse.
Depuis 25 ans[Quand ?], un gros effort de reboisement par substitution d’essences a été entrepris, notamment sur les parties les plus pauvres ou supposées telles avec des pins noirs (pin noir d'Autriche et pin Laricio), hêtres, sapin de Nordmann, et des cèdres de l’Atlas .

## Sentiers de randonnée

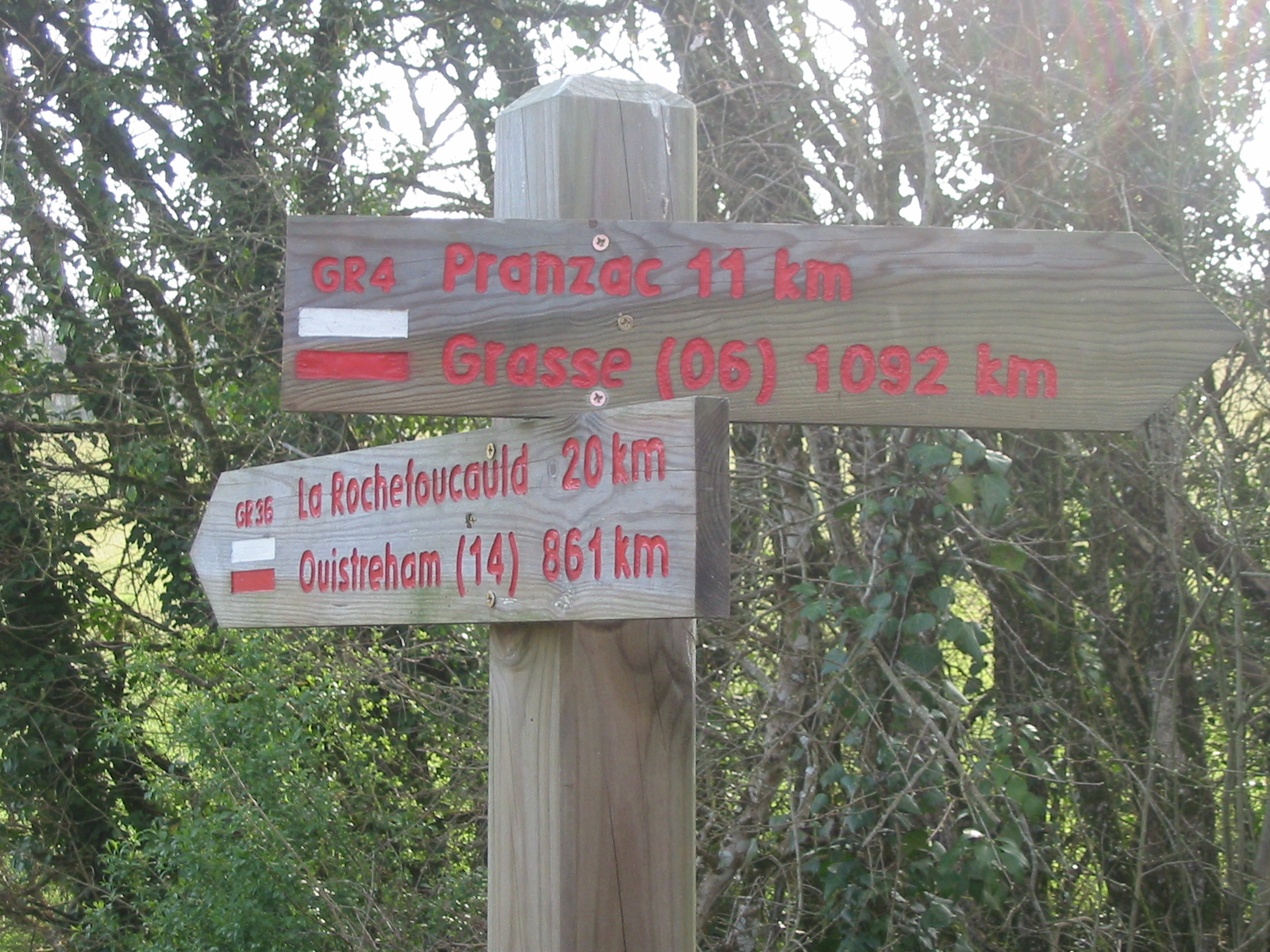
Jonction des GR 4 et 36 sur la commune de Touvre

Proche de l'agglomération d'Angoulême, la forêt est sillonnée de nombreux sentiers de randonnée. On peut citer en particulier :
- le GR 36, reliant le Calvados aux Pyrénées-Orientales
- le GR 4, reliant Royan à Grasse
- le GRP « Entre Angoumois et Périgord »

## Maisons forestières
- Lac Coquet
- Bois Blanc, ancienne route de Montbron